# Бонрепо сир Осонел
Бонрепо сир Осонел (фр. Bonrepos-sur-Aussonnelle) насеље је и општина у јужној Француској у региону Миди Пирене, у департману Горња Гарона која припада префектури Мире.
По подацима из 2011. године у општини је живело 916 становника, а густина насељености је износила 90,07 становника/km². Општина се простире на површини од 10,17 km². Налази се на средњој надморској висини од 210 метара (максималној 312 m, а минималној 206 m).

## Демографија
| 1962. | 1968. | 1975. | 1982. | 1990. | 1999. | 2011. |
| ----- | ----- | ----- | ----- | ----- | ----- | ----- |
| 151   | 162   | 193   | 319   | 510   | 579   | 916   |

График промене броја становника у току последњих година